# Pseudodracontium lacourii
Pseudodracontium lacourii är en kallaväxtart som först beskrevs av Jean Jules Linden och Éduard-François André, och fick sitt nu gällande namn av Nicholas Edward Brown. Pseudodracontium lacourii ingår i släktet Pseudodracontium och familjen kallaväxter. Inga underarter finns listade.